# Яунциемс (Вентспилсский край)
Я́унциемс (латыш. Jaunciems, лив. Ūžkilā) — ливское село в Латвии. Расположено в Таргальской волости Вентспилсского края. Принадлежит к исторической области Ливский берег.

## История
В 1710 г. по Ливскому берегу прошла эпидемия чумы. На памятном камне в селе Мазирбе была выбита надпись, что после этого на всём побережье от Яунциемса до Жоцене осталось в живых только 10 человек.